# Srokacz białorzytny
Srokacz białorzytny (Cracticus louisiadensis) – gatunek średniej wielkości ptaka z rodziny ostrolotów (Artamidae). Występuje endemicznie na Luizjadach, głównie na wyspie Tagula. Bliski zagrożenia wyginięciem.

## Taksonomia
Po raz pierwszy gatunek opisał Henry Baker Tristram w 1889. Opis ukazał się na łamach czasopisma „Ibis”. Autor nie zaznaczył, z jakiej części wyspy Tagula (wtedy Sudest Island) pochodzi holotyp. Według autorów Handbook of the Birds of the World srokacz białorzytny tworzy nadgatunek ze srokaczem czarnogardłym (C. nigrogularis) oraz kapturowym (C. cassicus); możliwe, że srokacze białorzytny i kapturowy są w rzeczywistości jednym gatunkiem. Gatunek monotypowy.

## Morfologia
Wymiary holotypu (oryginalnie podane w calach, tu przybliżone): długość ciała 30,7 cm, w tym ogona 15,2 i dzioba 4,3 cm, długość skrzydła 19,9 cm, skoku: 2,8 cm. Ogółem ptak jest czarny; plamy na bokach piersi i pasek po wewnętrznej stronie skrzydła są białe, podobnie jak niższa część brzucha i pokrywy. Pokrywy nadogonowe czarne, białe na końcu. Dziób perłowy, nogi czarne.

## Zasięg występowania
Endemit wyspy Tagula i trzech sąsiednich, mniejszych wysp: Junet (Pana Tinani), Panawina i Sabara. Na tej ostatniej, położonej 25 km na północny zachód od Taguli, po raz pierwszy zaobserwowano go w październiku 2004.

## Ekologia i zachowanie
Jeszcze do niedawna był to ptak bardzo słabo poznany, brak było informacji o trybie życia, głosie, pożywieniu i rozrodzie gatunku. Pierwsze dokładniejsze informacje pojawiły się dopiero w publikacji z 2019 roku.
Gatunek ten występuje w nienaruszonych przez człowieka wnętrzach lasów oraz na ich skrajach. W sezonie lęgowym samce wykorzystują szczególnie wysokie drzewa, by przed świtem śpiewać. Nie występuje w lasach pofragmentowanych, w pobliżu dużych osad ludzkich czy też np. na starych plantacjach palm kokosowych na wyspie Tagula. Pożywia się za to w namorzynach lub w ich pobliżu, jeśli sąsiadują z lasami. Był odnotowywany do 476 m n.p.m.
Żywi się stawonogami i owocami, w tym figowiców (Ficus), a niekiedy małymi kręgowcami, takimi jak jaszczurki. Gnieździ się w rozwidleniach gałęzi wysokich drzew lub drzew np. rosnących na brzegu rzeki.

## Status i zagrożenia
W 2020 IUCN przydzieliła srokaczowi białorzytnemu status „bliski zagrożenia” (NT – Near Threatened). Od 1994 do 2020 miał on status „gatunku niedostatecznie rozpoznanego” (DD, Data Deficient); wcześniej, w 1988, gatunek otrzymał rangę „bliski zagrożenia” (NT – Near Threatened). Ptak ten jest dość pospolity w dogodnych dla niego środowiskach czterech wysp, jakie zamieszkuje. Liczebność populacji ocenia się na około 11 500 – 23 200 dorosłych osobników, choć mogą to być wartości nieco przeszacowane. Największa populacja (10 000 – 21 500 dorosłych osobników) zamieszkuje wyspę Tagula, ale największe zagęszczenie odnotowano na niewielkiej (4 km²) wyspie Sabara (0,53 osobników dorosłych na hektar). Srokacz białorzytny preferuje nienaruszone przez człowieka lasy, których powierzchnia maleje, dlatego uznaje się jego trend populacji za malejący.